# Станёнис, Эймантас
Эймантас Станёнис (лит. Eimantas Stanionis; род. 17 августа 1994, Каунас) — литовский боксёр-профессионал, выступающий в полусредней и в 1-й средней весовых категориях. Бывший член национальной сборной Литвы по боксу (2009—2016), участник Олимпийских игр (2016), чемпион Европы (2015), многократный победитель и призёр международных и национальных турниров в любителях. Среди профессионалов бывший чемпион мира по версии WBA (2022—2025) в полусреднем весе.

## Биография
Эймантас Станёнис родился 17 августа 1994 года в Каунасе, в Литве. Последние много лет проживает и тренируется в Окснарде, в США.

## Любительская карьера
Впервые заявил о себе в боксе в 2009 году, выиграв серебряную медаль на домашнем юниорском Мемориале Ричардаса Тамулиса в Каунасе. Год спустя вновь стал серебряным призёром на аналогичных соревнованиях, взял бронзу на чемпионате Европы среди юниоров во Львове.
В 2011 году был лучшим на юношеском Кубке Дана Позняка в Вильнюсе, на юношеском Гран-при Словакии, получил серебряные награды на юношеском Кубке Бранденбурга во Франкфурте-на-Одере и на международном турнире «Янтарные перчатки» в Калининграде, дошёл до четвертьфинала на юношеском чемпионате Европы в Дублине.
В 2012 году вновь победил на юношеском Кубке Дана Позняка в Вильнюсе, стал чемпионом Литвы среди юниоров, чемпионом турнира Альгирдаса Шоцикаса в Каунасе, чемпионом юношеского Кубка Бранденбурга во Франкфурте-на-Одере, бронзовым призёром турнира братьев Кличко в Бердичиве. Побывал на юношеском чемпионате мира в Ереване, где на стадии четвертьфиналов был остановлен азербайджанцем Парвизом Багировым. В концовке сезона впервые выиграл взрослый чемпионат Литвы в Клайпеде в зачёте первой полусредней весовой категории.
Начиная с 2013 года боксировал в полусреднем весе в основном составе литовской национальной сборной. В частности, в этом сезоне одержал победу на чемпионате Литвы в Вильнюсе, на международном турнире Gee-Bee в Хельсинки, на турнире Альгирдаса Шоцикаса в Каунасе, стал серебряным призёром чемпионата Прибалтики в Вильнюсе, остановился в четвертьфиналах Гран-при Усти в Чехии и Кубка нефтяных стран в Ханты-Мансийске. На чемпионате Европы в Минске в 1/16 финала был побеждён болгарином Симеоном Чамовым, тогда как на чемпионате мира в Алма-Ате в 1/16 финала проиграл представлявшему Армению Араму Амирханяну.
В 2014 году в третий раз подряд выиграл литовское национальное первенство, снова победил на турнире Альгирдаса Шоцикаса в Каунасе, стал серебряным призёром на чемпионате Европейского Союза в Софии. Также с этого времени регулярно принимал участие в матчевых встречах полупрофессиональной лиги World Series of Boxing.
В 2015 году в четвёртый раз стал чемпионом Литвы по боксу, одержал победу на европейском первенстве в Самокове, дошёл до четвертьфинала на мировом первенстве в Дохе.
На Европейском олимпийском квалификационном турнире в Самсуне одолел всех оппонентов в полусреднем весе и тем самым удостоился права защищать честь страны на летних Олимпийских играх 2016 года в Рио-де-Жанейро. На Играх в стартовом поединке категории до 69 кг благополучно прошёл китайца Лю Вэя, но во втором бою в 1/8 финала единогласным решением судей потерпел поражение от узбекского боксёра Шахрама Гиясова.

## Профессиональная карьера
Вскоре по окончании Олимпиады 2016 года в Рио-де-Жанейро (Бразилия) Станёнис покинул расположение литовской сборной и 9 апреля 2017 года в Лос-Анджелесе (США) успешно дебютировал на профессиональном ринге, досрочно победив нокаутом в 1-м же раунде нигерийца Рашида Лаваля.
10 апреля 2021 года в Анкасвилле (США) единогласным решением судей (счёт: 117-111, 116-112, 115-113) победил бывшего претендента на чемпионский титул опытного пуэрториканца Томаса Дюлорме, и завоевал статус обязательного претендента на титул чемпиона мира по версии WBA в полусреднем весе.
7 августа 2021 года в Миннеаполисе (США) встречался на ринге с экс-чемпионом мира опытным американцем Луисом Коллазо, но поединок был остановлен в 4-м раунде после случайного сильного столкновения головами и появления сильного рассечения у Коллазо. И этому бою был присвоен статус несостоявшийся («без решения»), так как остановка боя произошла до 5-го раунда.
На сентябрь 2021 года Станёнис занимал 1-й номер в рейтинге WBA и организация назначила его обязательным претендентом для действующего «суперчемпиона» по версии WBA кубинца Йордениса Угаса. Но в конце декабря стало известно, что этот бой так и не состоится, так как кубинец договорился об объединительном бое сразу за три титула с американцем Эрролом Спенсом, а Станионис тем временем 16 апреля 2022 года встретится с обладателем титула регулярного чемпиона мира по версии WBA — россиянином Раджабом Бутаевым.
4 мая 2024 года на Ти-Мобайл Арене после двухлетнего перерыва, в андеркарде главного поединка Сауль Альварес—Хайме Мунгия, провёл бой с венесуэльским 37-летним боксёром Габриэлем Маэстре за титул регулярного чемпиона мира по версии WBA (1-я защита Станёниса) в полусреднем весе. Станёнис доминировал на протяжении всего боя, судьи единогласно отдали победу Станионису со счетом: 117-111, 118-110, 119-109. Это поражение стало первым для Маэстре на профессиональном ринге.
Объединительный бой с Джароном Эннисом
В ночь с 12 на 13 апреля 2025 года в Атлантик-Сити (США) прошел вечер бокса, в главном событии которого состоялась унификация небитых чемпионов полусреднего веса – Джарона Энниса и Эймантаса Станиёниса. На ставке боя были два пояса IBF и WBA. Станиёнис хорошо начал бой - закрывшись высоким блоком шёл вперёд и давил на Энниса который в свою очередь отрабатывал на ногах, пытался пробить под разными углами, менял стойки. В последующих раундах снизил прессинг, застаивался и принимал на блок много ударов. Эннис работал по этажам, у него проходили мощные точечные удары. Эннис был активней, количество выброшенных и точных ударов было на его стороне в два раза. В 6-м отрезке у Энниса прошла серия по корпусу с финальными апперкотами которые потрясли литовца. Ему пришлось взять колено и был отсчитан нокдаун. Он смог дожить до конца раунда, а перерыве Марвин Сомодио не выпустил Эймантаса на 7-й раунд. Победа Энниса RTD 6. Компьютеризированная система Compubox  выдала статистику ударов: Эннис значительно больше бил (424-185), точность так же осталась за ним (81-58). Литовец чаще попадал джебами (29-16), а у Энниса преимущество в силовых  (65-29).

## Статистика профессиональных боёв
В таблице перечислены результаты всех поединков боксёров.
В каждой строке указан результат поединка. Дополнительно номер поединка обозначен цветом, который обозначает итог поединка. Расшифровка обозначений и цветов представлена в нижеследующей таблице.
| Пример | Расшифровка                     |
| ------ | ------------------------------- |
|        | Победа                          |
|        | Ничья                           |
|        | Поражение                       |
|        | Планируемый поединок            |
|        | Поединок признан несостоявшимся |
| КО     | Нокаут                          |
| ТКО    | Технический нокаут              |
| PTS    | Решение судей (по очкам)        |
| UD     | Единогласное решение судей      |
| MD     | Решение большинства судей       |
| SD     | Раздельное решение судей        |
| RTD    | Отказ от продолжения боя        |
| DQ     | Дисквалификация                 |
| NC     | Поединок признан несостоявшимся |

| 16 поединков, 15 побед (9 нокаутом), 1 несостоявшийся. | 16 поединков, 15 побед (9 нокаутом), 1 несостоявшийся. | 16 поединков, 15 побед (9 нокаутом), 1 несостоявшийся. | 16 поединков, 15 побед (9 нокаутом), 1 несостоявшийся. | 16 поединков, 15 побед (9 нокаутом), 1 несостоявшийся. | 16 поединков, 15 побед (9 нокаутом), 1 несостоявшийся. | 16 поединков, 15 побед (9 нокаутом), 1 несостоявшийся.                                                                                    |
| Бой                                                    | Рекорд                                                 | Дата                                                   | Соперник                                               | Место боя                                              | Результат                                              | Комментарии |
| ------------------------------------------------------ | ------------------------------------------------------ | ------------------------------------------------------ | ------------------------------------------------------ | ------------------------------------------------------ | ------------------------------------------------------ | --- |
| 16                                                     | 15-0                                                   | 4 мая 2024                                             | Габриэль Маэстре (6-0-1)                               | T-Mobile Arena, Парадайс, Невада, США                  | UD 12                                                  | Бой затитул регулярного чемпиона мира по версии WBA (1-я защита Станёниса) в полусреднем весе. Счёт судей: 117-111, 118-110, 119-109.     |
| 15                                                     | 14-0                                                   | 16 апреля 2022                                         | Раджаб Бутаев (14-0)                                   | AT&T Stadium, Арлингтон, Техас, США                    | SD 12                                                  | Завоевал титул регулярного чемпиона мира по версии WBA (1-я защита Бутаева) в полусреднем весе. Счёт судей: 117-110, 116-111, 113-114.    |
| 14                                                     | 13-0                                                   | 7 августа 2021                                         | Луис Коллазо (39-8)                                    | Арсенал, Миннеаполис, Миннесота, США                   | NC 4 (10), 2:31                                        | Бой остановлен после случайного сильного столкновения головами.                                                                           |
| 13                                                     | 13-0                                                   | 10 апреля 2021                                         | Томас Дюлорме (25-4-1)                                 | Мохеган-сан, Анкасвилл, Коннектикут, США               | UD 12                                                  | Завоевал статус обязательного претендента на титул чемпиона мира по версии WBA в полусреднем весе. Счёт судей: 117-111, 116-112, 115-113. |
| 12                                                     | 12-0                                                   | 16 декабря 2020                                        | Джанер Гонсалес (19-3-1)                               | Shrine Exposition Hall, Лос-Анджелес, Калифорния, США  | KO 9 (10), 0:45                                        | |
| 11                                                     | 11-0                                                   | 4 ноября 2020                                          | Джастин ДеЛоач (19-4)                                  | Microsoft Theater, Лос-Анджелес, Калифорния, США       | KO 9 (10), 2:53                                        | |
| 10                                                     | 10-0                                                   | 21 декабря 2019                                        | Хулио Сезар Санчес (11-2)                              | Toyota Arena, Онтэрио (Калифорния), Калифорния, США    | KO 3 (10), 2:05                                        | |
| 9                                                      | 9-0                                                    | 26 октября 2019                                        | Эвинчи Диксон (9-23-2)                                 | Santander Arena, Рединг, Пенсильвания, США             | KO 1 (6), 2:11                                         | |
| 8                                                      | 8-0                                                    | 9 марта 2019                                           | Сэмюэл Фигероа (11-1)                                  | Dignity Health Sports Park, Карсон, Калифорния, США    | UD 8                                                   | Счёт судей: 80-72 (трижды) . |
| 7                                                      | 7-0                                                    | 24 августа 2018                                        | Леван Гвамичава (18-3-1)                               | Armory, Миннеаполис, Миннесота, США                    | UD 8                                                   | Счёт судей: 79-73, 80-72, 79-73. |
| 6                                                      | 6-0                                                    | 16 июня 2018                                           | Эрик Мартинес (13-12-1)                                | Ford Center at The Star, Фриско, Техас, США            | TKO 3 (8), 1:56                                        | |
| 5                                                      | 5-0                                                    | 10 марта 2018                                          | Гектор Муньос (25-19-1)                                | Freeman Coliseum, Сан-Антонио, Техас, США              | TKO 4 (8), 1:50                                        | |
| 4                                                      | 4-0                                                    | 14 октября 2017                                        | Тодд Мануэль (14-13-1)                                 | Dignity Health Sports Park, Карсон, Калифорния, США    | UD 8                                                   | Счёт судей: 79-73, 80-72 (дважды). |
| 3                                                      | 3-0                                                    | 23 сентября 2017                                       | Оскар Валенсуэла (9-2-1)                               | Alamodome, Сан-Антонио, Техас, США                     | KO 1 (6), 1:44                                         | |
| 2                                                      | 2-0                                                    | 30 июля 2017                                           | Исаак Фриман (3-5-1)                                   | Rabobank Theater, Бейкерсфилд, Калифорния, США         | KO 3 (6), 0:50                                         | |
| 1                                                      | 1-0                                                    | 9 апреля 2017                                          | Рашид Лаваль (1-4-1)                                   | The Novo, Лос-Анджелес, Калифорния, США                | KO 1 (4), 2:35                                         | Дебют на профессиональном ринге. |
| Бой                                                    | Рекорд                                                 | Дата                                                   | Соперник                                               | Место боя                                              | Результат                                              | Комментарии |